# Gilles Dauvé
Gilles Dauvé és un teòric polític, professor i traductor francès nascut el 1947. Va publicar diversos llibres sota el pseudònim de Jean Barrot, i més tard amb el seu propi nom. El seu pensament està vinculat al comunisme d'esquerra i a la tendència contemporània de la comunització.

## Biografia
Fill del comissari dels serveis d'informació Guy Dauvé, Gilles Dauvé es va unir a l'organització Pouvoir Ouvrier el 1965. El setembre de 1967 va sortir de l'organització, al mateix temps que Pierre Guillaume i Jacques Baynac, fundadors de la llibreria "La vieille taupe". A l'entorn de la llibreria es formà un grup, influenciat pel comunista italià Amadeo Bordiga, la Internacional Situacionista, i revista Invariance de Jacques Camatte i Roger Dangeville. El maig de 1968, el grup informal de "La Vieille Taupe" participà en el comitè de Censier, amb estudiants i joves obrers.
El 1969, Gilles Dauvé participà en les trobades organitzades per Informations et correspondances ouvrières, durant les quals va escriure el fullet "Sur l'idéologie ultragauche" ("Sobre la ideologia de l'ultraesquerra"), tema reprès en el recull "Communisme et question russe". Els contactes establerts amb joves treballadors després del funeral de Pierre Overney on "La Vieille Taupe" havia distribuït un fulletó, permeteren crear el butlletí "Le Mouvement communiste". Dauvé en va ser l'editor principal, encara que algunes altres persones llegien i esmenaven els seus textos. El butlletí es distribuïa ràpidament (uns 1.000 exemplars), però l'entusiasme durà poc. L'intent de fusió amb el butlletí "Négation" fallà, i `"La Vieille Taupe" tancà el desembre de 1972.
Sota el pseudònim de Jean Barrot, Gilles Dauvé va publicar el seu primer llibre "Le mouvement communiste", molt influenciat per la relectura de Karl Marx feta per Jacques Camatte.
Quan Puig Antich i altres activistes del MIL van ser detinguts, l'octubre de 1973, van demanar al Mouvement communiste, amb els que estaven en contacte des de feia temps, que els ajudassin organitzant una campanya de solidaritat. Els membres del Mouvement communiste contactaren amb Pierre Vidal-Naquet i altres persones amb la finalitat de donar a conèixer la situació de Puig Antich. Crearen la comissió "Vérité pour les révolutionnaires espagnols". No aconseguiren impedir la seva execució per part del franquisme. Gilles Dauvé va tractar de fer un balanç de la campanya, però també alhora una crítica teòrica del MIL a "Violence et solidarité révolutionnaire". Aquesta campanya solidària els va valer les crítiques de tota la ultraesquerra, excepte Fléau social (sorgit del Front homosexual d'acció revolucionària).
El 1977, quan Andreas Baader, membre de la Fracció de l'Exèrcit Roig, va ser trobat mort a la seva cel·la, Gilles Dauvé i diversos antics membres del "Mouvement communiste" publicaren un número fals del "Monde diplomatique", amb tirada de 2000 exemplars i àmpliament distribuït a periodistes i intel·lectuals, on denunciaren el poder policial a la RFA. Alguns dels textos es varen reeditar en el butlletí "La Guerre sociale", en què participà Dauvé.
El 1980, el grup es dividí en la qüestió del suport a donar a Robert Faurisson. Després de trencar amb "La Guerre sociale" i, encara que a poc a poc, amb el negacionisme, Gilles Dauvé creà amb Serge Quadruppan "La Banquise" (1983-1986) i després "Le Brice-glace" (1988-1990), però ja no participà a "Mordicus".
També es dedicaren a la traducció de l'anglès, en particular, amb la col·laboració de Jean-Louis Boireau, del famós llibre de Franz Leopold Neumann, "Behemoth. Estructura i pràctica del nacionalsocialisme 1933-1945".

## Obres

### Com a Jean Barrot
- Le Mouvement communiste, Champ Libre, 1972
- Communisme et question russe, La Tête de feuilles, 1972
- Philippe Riviale, Jean Barrot, Albert Borczuk, La Légende de la gauche au pouvoir. Le Front populaire, La Tête de feuille, 1973
- Jean Barrot et François Martin (alias de François Cerutti), Eclipse and Re-emergence of the Communist Movement, Black & Red Press (Detroit, Michigan), 1974[7] · [8]
- La Gauche communiste en Allemagne, 1918-1921, Payot, 1976
- Bilan, Contre-révolution en Espagne 1936-1939, Paris, U.G.E. 10/18, 1979

### Com a Gilles Dauvé
- Collectif, Libertaires et « ultra-gauche » contre le négationnisme, préf. Gilles Perrault, ill. Tony Johannot, contributions de Pierre Rabcor, François-Georges Lavacquerie, Serge Quadruppani, Gilles Dauvé ; en annexe : Les ennemis de nos ennemis ne sont pas forcément nos amis (mai 1992), Paris, Réflex, 1996
- Banlieue molle, HB Éditions, 1997
- Quand meurent les Insurrections, ADEL, 1999
- Denis Authier, Gilles Dauvé, Ni parlement, ni syndicats : Les conseils ouvriers !, Les Nuits rouges, 2003
- Gilles Dauvé, Karl Nesic, Au-delà de la démocratie, L'Harmattan, 2009
- Entremonde. De la crise à la communisation (en francès), 2017, p. 172. ISBN 978-2-940426-36-2.

## Llocs externs
- Trop Loin
- Serge Quadruppani, Quelques éclaircissements sur La Banquise Arxivat 2009-07-29 a Wayback Machine.
- Jean Barrot, Bilan, contre-révolution en Espagne, présentation Arxivat 2009-07-29 a Wayback Machine.
- Gilles Dauvé Bilan et contre-bilan Arxivat 2009-07-29 a Wayback Machine.